# 1999 ve filmu

## České filmy
- Pelíšky (režie Jan Hřebejk)
- Všichni moji blízcí (režie Matěj Mináč)
- Návrat idiota (režie Saša Gedeon)
- Kuře melancholik (režie Jaroslav Brabec)

### Český lev
- Dlouholetý umělecký přínos českému filmu – Miroslav Ondříček
- Nejlepší film – Návrat idiota
- Režie – Saša Gedeon (Návrat idiota)
- Scénář – Saša Gedeon (Návrat idiota)
- Hudba – Vladimír Godár (Návrat idiota)
- Herečka ve vedlejší roli – Anna Geislerová (Návrat idiota)
- Kamera – Martin Čech, Jiří Macák, Jaroslav Brabec (Kuře melancholik)
- Výtvarný počin – Karel Vacek, Václav Vohlídal (Kuře melancholik)
- Střih – Alois Fišárek (Kanárek)
- Zvuk – Radim Hladík Jr., Ivo Špalj, Radek Rondevald (Eliška má ráda divočinu)
- Herečka v hlavní roli – Tereza Brodská (Dvojrole)
- Herec v hlavní roli – Jiří Kodet (Pelíšky)
- Herec ve vedlejší roli – Jiří Bartoška (Všichni moji blízcí)
- Nejlepší zahraniční film – Zamilovaný Shakespeare
- Divácky nejúspěšnější film – Pelíšky

## Zahraniční filmy
- Americká krása (režie: Sam Mendes)[1]
- Andrew – člen naší rodiny (režie: Chris Columbus)
- Čínská lázeň (režie: Zhang Yang)
- Ghost Dog - Cesta samuraje (režie: Jim Jarmusch)
- Ospalá díra (režie: Tim Burton)
- Příběh Alvina Straighta (režie: David Lynch)
- Spalující touha (režie: Stanley Kubrick)
- Třinácté patro (režie: Josef Rusnak)
- Le Vent de la nuit (režie: Philippe Garrel)
- Vikingové (režie: John McTiernan)
- Vraždy podle Jidáše (režie: Russell Mulcahy)
- South Park: Peklo na Zemi (režie: Trey Parker)

## Filmové festivaly
- Mezinárodní filmový festival Karlovy Vary 1999